# Saison 2018-2019 du FC Lorient
Maillots
Chronologie
Saison précédente Saison suivante
La saison 2018-2019 du FC Lorient est la 25e saison du club en Ligue 2, la 2e consécutive. Elle voit le club s'engager dans trois compétitions que sont la Ligue 2, la Coupe de France, et la Coupe de la Ligue.

## Effectif professionnel
| Joueurs prêtés |    |                      |                   |                     |                |                   |  |
| \| N° \| P. \| Nat. \| Nom \| Date de naissance \| Sélection \| Club en prêt \| \| \| 14 \| D \| \| Lindsay Rose \| 08/02/1992 (33 ans) \| Ile Maurice \| Aris Salonique \| \| \| - \| D \| \| Quentin Lecoeuche \| 04/02/1994 (31 ans) \| – \| US Orléans \| \| \| - \| D \| \| Ibrahima Conté \| 03/04/1996 (29 ans) \| Guinée \| Niort \| \| \| - \| D \| \| Stéphane Lambese \| 10/11/1995 (29 ans) \| Haïti \| Stade lavallois \| \| \| - \| D \| \| Mathieu Peybernes \| 21/10/1990 (34 ans) \| France espoirs \| Gijón \| \| \| - \| D \| \| Samuel Loric \| 05/07/2000 (24 ans) \| Bretagne U16 \| Vannes \| \| \| 8 \| M \| \| Malcolm Edjouma \| 08/10/1996 (28 ans) \| Maroc A' \| Red Star \| \| \| 39 \| M \| \| Sylvain Marveaux \| 15/04/1986 (38 ans) \| France espoirs \| AS Nancy-Lorraine \| \| |    |                      |                   |                     |                |                   |  |
| N° | P. | Nat.                 | Nom               | Date de naissance   | Sélection      | Club en prêt      |  |
| 14 | D  | Drapeau de Maurice   | Lindsay Rose      | 08/02/1992 (33 ans) | Ile Maurice    | Aris Salonique    |  |
| - | D  | Drapeau de la France | Quentin Lecoeuche | 04/02/1994 (31 ans) | –              | US Orléans        |  |
| - | D  | Drapeau de la Guinée | Ibrahima Conté    | 03/04/1996 (29 ans) | Guinée         | Niort             |  |
| - | D  | Drapeau d'Haïti      | Stéphane Lambese  | 10/11/1995 (29 ans) | Haïti          | Stade lavallois   |  |
| - | D  | Drapeau de la France | Mathieu Peybernes | 21/10/1990 (34 ans) | France espoirs | Gijón             |  |
| - | D  | Drapeau de la France | Samuel Loric      | 05/07/2000 (24 ans) | Bretagne U16   | Vannes            |  |
| 8 | M  | Drapeau du Maroc     | Malcolm Edjouma   | 08/10/1996 (28 ans) | Maroc A'       | Red Star          |  |
| 39 | M  | Drapeau de la France | Sylvain Marveaux  | 15/04/1986 (38 ans) | France espoirs | AS Nancy-Lorraine |  |

| N° | P. | Nat.                 | Nom               | Date de naissance   | Sélection      | Club en prêt      |  |
| 14 | D  | Drapeau de Maurice   | Lindsay Rose      | 08/02/1992 (33 ans) | Ile Maurice    | Aris Salonique    |  |
| -  | D  | Drapeau de la France | Quentin Lecoeuche | 04/02/1994 (31 ans) | –              | US Orléans        |  |
| -  | D  | Drapeau de la Guinée | Ibrahima Conté    | 03/04/1996 (29 ans) | Guinée         | Niort             |  |
| -  | D  | Drapeau d'Haïti      | Stéphane Lambese  | 10/11/1995 (29 ans) | Haïti          | Stade lavallois   |  |
| -  | D  | Drapeau de la France | Mathieu Peybernes | 21/10/1990 (34 ans) | France espoirs | Gijón             |  |
| -  | D  | Drapeau de la France | Samuel Loric      | 05/07/2000 (24 ans) | Bretagne U16   | Vannes            |  |
| 8  | M  | Drapeau du Maroc     | Malcolm Edjouma   | 08/10/1996 (28 ans) | Maroc A'       | Red Star          |  |
| 39 | M  | Drapeau de la France | Sylvain Marveaux  | 15/04/1986 (38 ans) | France espoirs | AS Nancy-Lorraine |  |

## Avant-saison

### Contexte d'avant-saison
Le club commence la saison, la deuxième saison d'affilée en Ligue 2, avec une pelouse dégradée par une maladie touchant la majorité des stades de France. Le premier match se déroule néanmoins au Stade du Moustoir contre Le Havre AC et se quittent sur un score vierge (0 - 0). Le déroulement du Festival interceltique de Lorient et l'utilisation du stade va empêcher le traitement de la maladie et accélérer la dégradation de la pelouse, obligeant le club à délocaliser deux de ses rencontres au Matmut Atlantique et au stade de la Rabine. Une nouvelle pelouse hybride sera posée pour contourner le problème. 

### Stages
Aucun stage ne se déroule durant l'intersaison.

### Matchs amicaux

#### Trêves internationales
Aucun match ne s'est déroulé pendant les différentes trêves internationales.

## Saison Ligue 2

### Déroulement de la saison 2018-2019

#### Journées 1 à 4 - Idéal début de saison
Pour le premier match de la saison, Lorient recevait déjà un concurrent potentiel à la montée en Ligue 1, Le Havre (0-0). Les deux équipes ont montré leur volonté d'aller de l'avant et de renverser la balance tout le long du match, mais leur propre déchet technique a sûrement été leur principal adversaire. À l'image d'un penalty manqué par Wissa, qui a empêché Lorient de prendre l'avantage.
Lorient a décroché sa première victoire de la saison à Châteauroux. Face à une équipe castelroussine vaillante, les Merlus ont forcé la décision en deuxième période. Un but contre son camp de Châteauroux a ouvert la voie aux Lorientais. Un avantage qui n’a été que de courte durée puisque Châteauroux a rapidement égalisé. Mais c’est Claude-Maurice qui a offert les trois premiers points aux Merlus

Sérieusement bousculé après l'égalisation du Gazélec en début de match, le FC Lorient a su faire le dos rond, à Ajaccio ce vendredi, puis inverser la tendance après l'heure de jeu. Après trois matchs, les Merlus, qui se sont installés sur le podium (2e), comptent sept points, soit deux de plus que la saison dernière.
Le FC Lorient s’est imposé à Bordeaux face à Valenciennes à l’occasion de la 4e journée de Ligue 2. Avec cette troisième victoire consécutive, les Merlus prennent provisoirement la tête du championnat. En attendant les résultats de Lens et Metz, Lorient est sûr d’être sur le podium de la Ligue 2 jusqu’à la 5e journée.

#### Journées 5 à 8 - Un mois sans prendre de but
Dans une ambiance tendue comme savent si bien entretenir les équipes corses, les Lorientais ont engrangé le point du nul (0-0) à l'AC Ajaccio, vendredi soir, lors de la 5e journée de Ligue 2. Un juste résultat, même si les Merlus ont eu quelques opportunités dans la fin de cette rencontre rugueuse.
Le FC Lorient s'est imposé 1-0, lundi soir au stade de La Rabine, à Vannes, en clôture de la 6e journée de Ligue 2. L'unique but de la rencontre a été inscrit par Alexis Claude-Maurice à la 34e minute. Avec cette victoire, la formation de Mickaël Landreau est le nouveau dauphin du leader Metz.

Le FC Lorient s'est imposé 3-0 à Beauvais face au Red Star, vendredi, pour le compte de la 7e journée de Ligue 2. La formation de Mickaël Landreau a fait le travail en première période, grâce aux buts d'Hamel (33'), et de Claude-Maurice (44'). Wissa a, lui, donné plus d'ampleur à la victoire lorientaise en fin de match (90'+1). Au classement, les Morbihannais, deuxièmes, se rapprochent à un point du leader Metz.

### Statistiques Ligue 2

#### Classements

##### Classement général
| Rang | Équipe      | Pts | J  | G  | N  | P  | Bp | Bc | Diff | Promotion ou relégation           |
| ---- | ----------- | --- | -- | -- | -- | -- | -- | -- | ---- | --------------------------------- |
| 4    | Paris FC    | 65  | 38 | 17 | 14 | 7  | 36 | 22 | +14  | Match 1 des barrages de promotion |
| 5    | RC Lens     | 63  | 38 | 18 | 9  | 11 | 49 | 28 | +21  | Match 1 des barrages de promotion |
| 6    | FC Lorient  | 63  | 38 | 17 | 12 | 9  | 51 | 41 | +10  |                                   |
| 7    | Le Havre AC | 54  | 38 | 13 | 15 | 10 | 45 | 40 | +5   |                                   |
| 8    | US Orléans  | 52  | 38 | 15 | 7  | 16 | 51 | 53 | −2   |                                   |

##### Domicile et extérieur
Source :  et 
| Rang | Équipe              | Pts | J  | G  | N | P | Bp | Bc | Diff |
| ---- | ------------------- | --- | -- | -- | - | - | -- | -- | ---- |
| 1    | Stade brestois 29   | 43  | 19 | 13 | 4 | 2 | 38 | 16 | +22  |
| 2    | FC Metz             | 42  | 19 | 13 | 3 | 3 | 34 | 11 | +23  |
| 3    | RC Lens             | 38  | 19 | 11 | 5 | 3 | 30 | 9  | +21  |
| 4    | Paris FC            | 38  | 19 | 10 | 8 | 1 | 22 | 6  | +16  |
| 5    | ES Troyes AC        | 37  | 19 | 12 | 1 | 6 | 25 | 15 | +10  |
| 6    | Le Havre AC         | 32  | 19 | 8  | 8 | 3 | 32 | 26 | +6   |
| 7    | FC Lorient          | 32  | 19 | 8  | 8 | 3 | 25 | 19 | +6   |
| 8    | Grenoble Foot 38    | 29  | 19 | 8  | 5 | 6 | 19 | 18 | +1   |
| 9    | Chamois niortais FC | 27  | 19 | 6  | 9 | 4 | 19 | 17 | +2   |
| 10   | US Orléans          | 26  | 19 | 7  | 5 | 7 | 21 | 21 | 0    |

| Rang | Équipe            | Pts | J  | G  | N | P | Bp | Bc | Diff |
| ---- | ----------------- | --- | -- | -- | - | - | -- | -- | ---- |
| 1    | FC Metz           | 39  | 19 | 11 | 6 | 2 | 26 | 12 | +14  |
| 2    | ES Troyes AC      | 34  | 19 | 9  | 7 | 3 | 26 | 13 | +13  |
| 3    | Stade brestois 29 | 31  | 19 | 8  | 7 | 4 | 26 | 19 | +7   |
| 4    | FC Lorient        | 31  | 19 | 9  | 4 | 6 | 26 | 22 | +4   |
| 5    | Paris FC          | 27  | 19 | 7  | 6 | 6 | 14 | 16 | -2   |
| 6    | US Orléans        | 26  | 19 | 8  | 2 | 9 | 30 | 32 | -2   |
| 7    | RC Lens           | 25  | 19 | 7  | 4 | 8 | 19 | 19 | 0    |
| 8    | LB Châteauroux    | 25  | 19 | 6  | 7 | 6 | 17 | 20 | -3   |
| 9    | Clermont Foot 63  | 24  | 19 | 6  | 6 | 7 | 22 | 18 | +4   |
| 10   | Le Havre AC       | 22  | 19 | 5  | 7 | 7 | 13 | 14 | -1   |

##### Fair play
Le classement du fair-play s'établit de la manière suivante :
- Si l'équipe obtient un carton jaune, elle reçoit 1 point.
- Si l'équipe obtient un carton rouge, elle reçoit 3 points.

Le but de ce classement est d'avoir le moins de points à la fin de la saison.
Source : 
Après la 38e journée :
| Rang | Club                | Points | Cartons jaunes | Cartons rouges |
| 15   | AC Ajaccio          | 91     | 73             | 6              |
| 16   | AS Béziers          | 91     | 67             | 8              |
| 17   | FC Lorient          | 95     | 86             | 3              |
| 18   | Chamois niortais FC | 101    | 80             | 7              |
| 19   | AS Nancy-Lorraine   | 103    | 82             | 7              |

##### Championnat de France des tribunes de Ligue 2
Source : 
Après la 38e journée :
| Rang | Club participant  | Points | Ambiance et Animation | Fidélité | Engagement sur les réseaux sociaux | Animations hors stade |
| 1    | Stade brestois 29 | 256    | 76                    | 54       | 66                                 | 60                    |
| 2    | FC Lorient        | 192    | 85                    | 16       | 22                                 | 69                    |
| 3    | RC Lens           | 189    | 99                    | 58       | 32                                 | 0                     |
| 4    | FC Metz           | 134    | 80                    | 13       | 16                                 | 25                    |
| 5    | LB Châteauroux    | 128    | 61                    | 11       | 6                                  | 50                    |

##### Championnat de France des pelouses de Ligue 2
Source : 
Après la 38e journée :
| Rang | Club participant | Nb de matchs | Moyenne |
| 9    | RC Lens          | 19           | 16,6    |
| 10   | Le Havre AC      | 19           | 16,3    |
| 11   | FC Lorient       | 19           | 15,7    |
| 12   | AC Ajaccio       | 19           | 15,7    |
| 13   | Clermont Foot 63 | 19           | 15,3    |

#### Résultats par journée

##### Résultats, points et classement
| Journée  | 1   | 2  | 3  | 4  | 5  | 6  | 7  | 8  | 9  | 10 | 11 | 12 | 13 | 14 | 15 | 16 | 17 | 18 | 19 |
| -------- | --- | -- | -- | -- | -- | -- | -- | -- | -- | -- | -- | -- | -- | -- | -- | -- | -- | -- | -- |
| Terrain  | D   | E  | E  | D  | E  | D  | E  | D  | E  | D  | E  | D  | E  | D  | E  | D  | E  | D  | E  |
| Résultat | N   | V  | V  | V  | N  | V  | V  | N  | D  | V  | D  | N  | V  | V  | D  | N  | N  | N  | D  |
| Points   | 1   | 4  | 7  | 10 | 11 | 14 | 17 | 18 | 18 | 21 | 21 | 22 | 25 | 28 | 28 | 29 | 30 | 31 | 31 |
| Place    | 12e | 7e | 3e | 3e | 3e | 2e | 2e | 3e | 4e | 4e | 4e | 4e | 4e | 3e | 3e | 3e | 5e | 4e | 6e |

| Journée  | 20 | 21 | 22 | 23 | 24 | 25 | 26 | 27 | 28 | 29 | 30 | 31 | 32 | 33 | 34 | 35 | 36 | 37 | 38 |
| -------- | -- | -- | -- | -- | -- | -- | -- | -- | -- | -- | -- | -- | -- | -- | -- | -- | -- | -- | -- |
| Terrain  | D  | D  | E  | D  | E  | D  | E  | D  | E  | D  | E  | D  | E  | D  | E  | D  | E  | D  | E  |
| Résultat | V  | D  | V  | V  | V  | V  | V  | D  | D  | N  | D  | V  | N  | D  | V  | N  | N  | N  | V  |
| Points   | 34 | 34 | 37 | 40 | 43 | 46 | 49 | 49 | 49 | 50 | 50 | 53 | 54 | 54 | 57 | 58 | 59 | 60 | 63 |
| Place    | 4e | 6e | 4e | 3e | 3e | 3e | 3e | 3e | 3e | 3e | 4e | 4e | 5e | 6e | 4e | 4e | 5e | 6e | 6e |

Terrain : D = Domicile ; E = Extérieur.
Résultat : D = Défaite ; N = Nul ; V = Victoire.

##### Évolution au classement
| Journée | 01 | 02 | 03 | 04 | 05 | 06 | 07 | 08 | 09 | 10 | 11 | 12 | 13 | 14 | 15 | 16 | 17 | 18 | 19 | 20 | 21 | 22 | 23 | 24 | 25 | 26 | 27 | 28 | 29 | 30 | 31 | 32 | 33 | 34 | 35 | 36 | 37 | 38 |
| 1er     |    |    |    |    |    |    |    |    |    |    |    |    |    |    |    |    |    |    |    |    |    |    |    |    |    |    |    |    |    |    |    |    |    |    |    |    |    |    |
| 2e      |    |    |    |    |    | ↑  | →  |    |    |    |    |    |    |    |    |    |    |    |    |    |    |    |    |    |    |    |    |    |    |    |    |    |    |    |    |    |    |    |
| 3e      |    |    | ↑  | →  | →  |    |    | ↓  |    |    |    |    |    | ↑  | →  | →  |    |    |    |    |    |    | ↑  | →  | →  | →  | →  | →  | →  |    |    |    |    |    |    |    |    |    |
| 4e      |    |    |    |    |    |    |    |    | ↓  | →  | →  | →  | →  |    |    |    |    | ↑  |    | ↑  |    | ↑  |    |    |    |    |    |    |    | ↓  | →  |    |    | ↑  | →  |    |    |    |
| 5e      |    |    |    |    |    |    |    |    |    |    |    |    |    |    |    |    | ↓  |    |    |    |    |    |    |    |    |    |    |    |    |    |    | ↓  |    |    |    | ↓  |    |    |
| 6e      |    |    |    |    |    |    |    |    |    |    |    |    |    |    |    |    |    |    | ↓  |    | ↓  |    |    |    |    |    |    |    |    |    |    |    | ↓  |    |    |    | ↓  | →  |
| 7e      |    | ↑  |    |    |    |    |    |    |    |    |    |    |    |    |    |    |    |    |    |    |    |    |    |    |    |    |    |    |    |    |    |    |    |    |    |    |    |    |
| 8e      |    |    |    |    |    |    |    |    |    |    |    |    |    |    |    |    |    |    |    |    |    |    |    |    |    |    |    |    |    |    |    |    |    |    |    |    |    |    |
| 9e      |    |    |    |    |    |    |    |    |    |    |    |    |    |    |    |    |    |    |    |    |    |    |    |    |    |    |    |    |    |    |    |    |    |    |    |    |    |    |
| 10e     |    |    |    |    |    |    |    |    |    |    |    |    |    |    |    |    |    |    |    |    |    |    |    |    |    |    |    |    |    |    |    |    |    |    |    |    |    |    |
| 11e     |    |    |    |    |    |    |    |    |    |    |    |    |    |    |    |    |    |    |    |    |    |    |    |    |    |    |    |    |    |    |    |    |    |    |    |    |    |    |
| 12e     | ●  |    |    |    |    |    |    |    |    |    |    |    |    |    |    |    |    |    |    |    |    |    |    |    |    |    |    |    |    |    |    |    |    |    |    |    |    |    |
| 13e     |    |    |    |    |    |    |    |    |    |    |    |    |    |    |    |    |    |    |    |    |    |    |    |    |    |    |    |    |    |    |    |    |    |    |    |    |    |    |
| 14e     |    |    |    |    |    |    |    |    |    |    |    |    |    |    |    |    |    |    |    |    |    |    |    |    |    |    |    |    |    |    |    |    |    |    |    |    |    |    |
| 15e     |    |    |    |    |    |    |    |    |    |    |    |    |    |    |    |    |    |    |    |    |    |    |    |    |    |    |    |    |    |    |    |    |    |    |    |    |    |    |
| 16e     |    |    |    |    |    |    |    |    |    |    |    |    |    |    |    |    |    |    |    |    |    |    |    |    |    |    |    |    |    |    |    |    |    |    |    |    |    |    |
| 17e     |    |    |    |    |    |    |    |    |    |    |    |    |    |    |    |    |    |    |    |    |    |    |    |    |    |    |    |    |    |    |    |    |    |    |    |    |    |    |
| 18e     |    |    |    |    |    |    |    |    |    |    |    |    |    |    |    |    |    |    |    |    |    |    |    |    |    |    |    |    |    |    |    |    |    |    |    |    |    |    |
| 19e     |    |    |    |    |    |    |    |    |    |    |    |    |    |    |    |    |    |    |    |    |    |    |    |    |    |    |    |    |    |    |    |    |    |    |    |    |    |    |
| 20e     |    |    |    |    |    |    |    |    |    |    |    |    |    |    |    |    |    |    |    |    |    |    |    |    |    |    |    |    |    |    |    |    |    |    |    |    |    |    |

#### Bilan par adversaires
| Rang | Équipe                 | Pts | J | G | N | P | Bp | Bc | Diff |
| ---- | ---------------------- | --- | - | - | - | - | -- | -- | ---- |
| 1    | Red Star FC            | 6   | 2 | 2 | 0 | 0 | 5  | 1  | +4   |
| 2    | Valenciennes FC        | 6   | 2 | 2 | 0 | 0 | 5  | 2  | +3   |
| 3    | AS Béziers Hérault     | 6   | 2 | 2 | 0 | 0 | 4  | 1  | +3   |
| 4    | LB Châteauroux         | 6   | 2 | 2 | 0 | 0 | 4  | 2  | +2   |
| 5    | Grenoble Foot 38       | 6   | 2 | 2 | 0 | 0 | 2  | 0  | +2   |
| 6    | Paris FC               | 4   | 2 | 1 | 1 | 0 | 4  | 3  | +1   |
| 7    | RC Lens                | 4   | 2 | 1 | 1 | 0 | 3  | 2  | +1   |
| 7    | Le Havre AC            | 4   | 2 | 1 | 1 | 0 | 3  | 2  | +1   |
| 9    | AC Ajaccio             | 4   | 2 | 1 | 1 | 0 | 1  | 0  | +1   |
| 9    | Clermont Foot 63       | 4   | 2 | 1 | 1 | 0 | 1  | 0  | +1   |
| 11   | AS Nancy-Lorraine      | 3   | 2 | 1 | 0 | 1 | 6  | 4  | +2   |
| 12   | GFC Ajaccio            | 3   | 2 | 1 | 0 | 1 | 3  | 2  | +1   |
| 13   | Chamois niortais       | 2   | 2 | 0 | 2 | 0 | 3  | 3  | 0    |
| 14   | AJ Auxerre             | 2   | 2 | 0 | 2 | 0 | 2  | 2  | 0    |
| 15   | Stade brestois 29      | 1   | 2 | 0 | 1 | 1 | 3  | 4  | -1   |
| 16   | FC Metz                | 1   | 2 | 0 | 1 | 1 | 1  | 2  | -1   |
| 17   | FC Sochaux-Montbéliard | 1   | 2 | 0 | 1 | 1 | 0  | 1  | -1   |
| 18   | US Orléans             | 0   | 2 | 0 | 0 | 2 | 1  | 5  | -4   |
| 19   | ES Troyes AC           | 0   | 2 | 0 | 0 | 2 | 0  | 5  | -5   |

## Affluences

### Plus grosses affluences de la saison au Stade Yves Allainmat / du Moustoir
| Rang | Adversaire        | Journée | Date       | Affluence |
| 1    | Stade brestois 29 | J29     | 16/03/2019 | 13 648    |
| 2    | FC Metz           | J12     | 26/10/2018 | 9 392     |
| 3    | RC Lens           | J16     | 30/11/2018 | 8 971     |
| 4    | AS Béziers        | J31     | 05/04/2019 | 8 466     |
| 5    | AC Ajaccio        | J23     | 01/02/2019 | 8 031     |

### Plus faibles affluences de la saison au Stade Yves Allainmat / du Moustoir
| Rang | Match            | Journée | Date       | Affluence |
| 1    | LB Châteauroux   | J20     | 11/01/2019 | 5 298     |
| 2    | GFC Ajaccio      | J21     | 18/01/2019 | 5 570     |
| 3    | Chamois niortais | J18     | 14/12/2018 | 5 996     |

### Affluences match par match
Ce graphique représente le nombre de spectateurs (en milliers) lors de chaque rencontre à domicile du FC Lorient.
Le match du 17 août contre Valenciennes n'est pas comptabilisé dans la moyenne car délocalisé au Stade Matmut-Atlantique de Bordeaux et joué à huis clos en raison du très mauvais état de la pelouse du Moustoir causé par le spectacle des Nuits interceltiques du Festival interceltique.
A noter que l'affluence du match Lorient-Grenoble comptant pour la 6e journée est comptabilisée même si le match ne s'est pas déroulé au stade du Moustoir mais au stade de la Rabine à Vannes.
Total de 135 740 spectateurs en 18 matchs à domicile (7 541/match).
Total de 135 740 spectateurs en 18 matchs à domicile (7 541/match) en Ligue 2.
Total de 0 spectateurs en 0 match à domicile (0/match) en Coupe de France.
Total de 0 spectateurs en 0 match à domicile (0/match) en Coupe de la Ligue.

## Statistiques diverses

### Meilleurs buteurs
- Ligue 2 : Pierre-Yves Hamel (11 buts) temporaire
- Coupe de la Ligue : Edjouma, Courtet, Bila (1 but)
- Coupe de France : //

### Meilleurs passeurs
- Ligue 2 : Cabot, Claude-Maurice et Wissa (3 passes) temporaire
- Coupe de la Ligue : Jimmy Cabot (1 passe)
- Coupe de France : //

### Buts

#### En Ligue 2
- Nombre de buts marqués : 32 temporaire
- Premier but de la saison : Pierre-Yves Hamel 51' (LBC-FCL, 2e journée)
- Premier penalty : Yoane Wissa 35' (FCL-HAC)
- Premier doublé : Pierre-Yves Hamel 16', 67' (GFCA-FCL)
- But le plus rapide d'une rencontre : Pierre-Yves Hamel 8' (FCL-RCL) temporaire
- But le plus tardif d'une rencontre : Pierre-Yves Hamel 90+2' (ASB-FCL) temporaire
- Plus grande marge de victoire à domicile : 4-1 (FCL-ASNL) temporaire
- Plus grande marge de victoire à l'extérieur : 0-3 (RED-FCL) temporaire
- Plus grand nombre de buts marqués : 4 (FCL-ASNL) temporaire
- Plus grand nombre de buts marqués en une mi-temps : 2 temporaire

### Discipline

#### En Ligue 2
- Nombre de cartons jaunes : 54 temporaire
- Nombre de cartons rouges : 3 temporaire
- Joueur ayant obtenu le plus de cartons jaunes : 10 Fabien Lemoine temporaire
- Premier carton jaune : Jonathan Delaplace 31' (FCL-HAC, 1ère journée)
- Premier carton rouge : Sidy Sarr (FCL-GFCA, 21ème journée)
- Carton jaune le plus rapide : Maxime Etuin 14' (FCL-GF38) temporaire
- Carton jaune le plus tardif : Joris Sainati 90+3' (LBC-FCL) temporaire
- Carton rouge le plus rapide : Joris Sainati 40' (FCL-ACA) temporaire
- Carton rouge le plus tardif : Sidy Sarr 82' (FCL-GFCA)
- Plus grand nombre de cartons jaunes dans un match : 5 (FCL-PFC) temporaire
- Plus grand nombre de cartons rouges dans un match : 1 temporaire

#### En Coupe de la Ligue
- Nombre de cartons jaunes : 2 temporaire
- Nombre de cartons rouges : 0 temporaire

#### En Coupe de France
- Nombre de cartons jaunes : 0 temporaire
- Nombre de cartons rouges : 0 temporaire

### Temps de jeu

#### Toutes compétitions confondues
- Joueur ayant le plus joué :
- Joueur de champ ayant le plus joué :

#### En Ligue 2
- Joueur ayant le plus joué :
- Joueur de champ ayant le plus joué :

#### En Coupe de la Ligue
- Joueur ayant le plus joué : Gaëtan Courtet (191')

En Coupe de France
- Joueur ayant le plus joué : // temporaire

## Équipe réserve et jeunes

### Équipe réserve
L'équipe réserve du FC Lorient sert de tremplin vers le groupe professionnel pour les jeunes du centre de formation ainsi que de recours pour les joueurs de retour de blessure ou en manque de temps de jeu. Elle est entraînée par Régis Le Bris.
Pour la saison 2018-2019, elle évolue de nouveau dans le groupe C du championnat de France amateur, soit le quatrième niveau de la hiérarchie du football en France.

### Centre de formation et école de foot
niveau U19 : les U19 du FC Lorient jouent en mélange avec l’équipe réserve et la catégorie U18 ce qui permet une ascension plus rapide vers le groupe professionnel. les U18-U19 joue en Régional 1 Bretagne sois le deuxième échelon national et mobilise les joueurs âgé entre 18 et 19 ans. 
niveau U17 1 : les U17 du FC Lorient jouent pour la saison 2018-2019 en championnat national U17 en groupe F soit le premier échelon national et il mobilise les jeunes joueurs âgé entre 16 et 17 ans.
niveau U17 2 : la 2e équipe des U17 du FC Lorient joue pour la saison 2018-2019 en championnat Régional 1 Bretagne sois le deuxième échelon national et il mobilise les joueurs âgé entre 16 et 17 ans. 
niveau U17 féminine : l’équipe féminine du FC Lorient U17 joue pour la saison 2018-2019 en championnat Régional 1 Bretagne sois le deuxième échelon national et il mobilise les joueuse âgé entre 16 et 17 ans. 
niveau U15 :
niveau U13 :
niveau U11 :
niveau U9 :